# Carpentaria-Becken
Das Carpentaria-Becken (engl. Carpentaria Basin) ist ein großes Sedimentbecken im Norden von Australien. Der größte Teil dieses Beckens liegt im nordöstlichen Northern Territory und erstreckt sich bis unter den Golf von Carpentaria.
Die bis zu 5 km mächtigen Gesteinsschichten entstanden vom Jura bis zur Kreide im  Zeitraum vor 205 bis 65 Millionen Jahren. In dem Becken befinden sich Sand-, Kalk- und Tongesteine sowie große Manganlagerstätten auf Groote Eylandt im Golf von Carpentaria und Bauxitvorkommen auf der Gove-Halbinsel im Arnhem Land. Ölvorkommen werden vor der Küste vermutet.